# Ihor Tourtchenko
Ihor Tourtchenko (en ukrainien : Ігор Турченко, en anglais : Ihor Turchenko), né le 4 décembre 2000 à Brovary (Ukraine), est un handballeur international ukrainien, jouant au poste d'arrière gauche. En 2023, il quitte le HC Motor Zaporijjia pour le Limoges Handball.

## Biographie
Ihor Tourtchenko, originaire de Brovary, en périphérie de Kiev, est formé au sein du ZNTU-ZAS Zaporijjia, situé à l'est de l'Ukraine. Puis il intègre l'équipe première du Motor Zaporijjia lors de la saison 2019-2020. À l'âge de 19 ans, Tourtchenko alors fait ses débuts en Ligue des champions. Il participe également à cette compétition lors de la saison 2021-2022. Au total, il marque dix buts sur les deux saisons de la compétition auxquelles il participe. Chaque saison, il réalise le doublé Championnat-Coupe d'Ukraine.
En 2021, il connait sa première sélection avec l'équipe nationale d'Ukraine et participe notamment au championnat d'Europe 2022, terminant à la 24e et dernière place.
En mai 2023, il signe pour deux saisons avec le Limoges Handball,,. Il est décrit par Le Populaire du Centre comme « un redoutable buteur à la puissance de tir extraordinaire ».

## Palmarès

### En club
Compétitions nationales
- Vainqueur du Championnat d'Ukraine (4) : 2020, 2021, 2022, 2023
- Vainqueur de la Coupe d'Ukraine (4) : 2020, 2021, 2022, 2023

### En équipe nationale
- 24e place au championnat d'Europe 2022